# Терентьевская (Кемеровская область)
Тере́нтьевская — посёлок при станции в Прокопьевском районе Кемеровской области. Входит в состав Терентьевского сельского поселения.

## География
Центральная часть населённого пункта расположена на высоте 224 м над уровнем моря.

## Население
| 2010 |
| ---- |
| 964  |

### Половой состав
По данным Всероссийской переписи населения 2010 года, в посёлке при станции Терентьевская проживает 964 человека (411 мужчина, 553 женщины).

## Улицы
| - ул. Вокзальная, - ул. Зелёная, - ул. Станционная, - ул. Школьная, - пер. Школьный. |